# 富士川町 (靜岡縣)
富士川町（日语：／ Fujikawa chō */?）為位于靜岡縣中部的町。已於2008年11月1日併入富士市。

## 外部連結
- 富士川町 （页面存档备份，存于）